# John Bentley
John James Bentley (juni 1860 i Chapeltown, Lancashire – september 1918 samme sted) var en engelsk fodboldspiller, manager og sekretær. Han var også præsident for The Football League og vicepræsident i The Football Association.
Han spillede for Turton FC fra 1878 til 1885. Han var senere træner for samme klub. Mellem 1894 og 1910 var han præsident i Football League. Han var også sekretær i Bolton Wanderers. Fra 1912 til 1914 var han den fjerde fuldtidsansatte sekretær i Manchester United. Han var gift og havde tre børn. Han døde i september 1918, 58 år gammel.